# 2. Kongress der Vereinigten Staaten
Der 2. Kongress der Vereinigten Staaten tagte zwischen dem 4. März 1791 und dem 3. März 1793, dem dritten und vierten Amtsjahr von Präsident George Washington. Er trat in der Congress Hall in Philadelphia zusammen. In beiden Kammern des Kongresses gab es bis auf die letzte Sitzungsperiode des Senats eine Mehrheit für die Pro-Administration Party.

## Bedeutende Ereignisse
- 4. März 1791: Der Kongress stimmt der Aufnahme Vermonts als 14. Bundesstaat zu.
- 15. Dezember 1791: Die Bill of Rights wird von drei Vierteln der Bundesstaaten ratifiziert und tritt damit in Kraft.
- 5. April 1792: Der Präsident macht erstmals von seinem Vetorecht Gebrauch und verhindert damit ein Gesetz des Kongresses, mit dem die Verteilung der Sitze des Repräsentantenhauses unter den Bundesstaaten festgelegt werden sollte.
- 1. Juni 1792: Der Kongress stimmt der Aufnahme Kentuckys als 15. Bundesstaat zu.
- 13. Oktober 1792: Der District of Columbia wird gegründet. Zeitgleich wird der Grundstein des Weißen Hauses gelegt.

## Bedeutende Gesetzgebung
- 20. Februar 1792: Mit dem Postal Service Act wird das Postministerium errichtet.
- 2. April 1792: Mit dem Coinage Act of 1792 wird die United States Mint als Bundesbehörde verantwortlich für die Prägung der US-Dollar-Münzen errichtet und weitere Regelungen zum Münzwesen festgelegt.
- 2. Mai 1792: Der erste Militia Act gibt dem Präsidenten das Recht, im Invasions- oder Rebellionsfalle die Befehlsgewalt über die Milizen der Bundesstaaten zu übernehmen.
- 8. Mai 1792: Der zweite Militia Act of 1792 legt Wehrpflicht, Bewaffnung und Training in den Milizen der Bundesstaaten fest.
- 12. Februar 1793: Mit dem Fugitive Slave Act of 1793 wird festgelegt, wie die Rückholung flüchtiger Sklaven prozessrechtlich zu erfolgen hat.
- 2. März 1793: Der Judiciary Act of 1793, der auch den Anti-Injunction Act beinhaltete, verfeinerte das Prozess- und Gerichtsverfassungsrecht auf Bundesebene.

## Parteien
Weder im Senat noch im Repräsentantenhaus gab es zu diesem Zeitpunkt organisierte Parteien. Es gab jedoch zwei Gruppierungen, die Anti-Administration Party und die Pro-Administration Party. Während Mitglieder der Anti-Administration Party später die Demokratisch-Republikanische Partei begründeten, war die Pro-Administration Party die Vorläuferpartei der Föderalistischen Partei.

### Repräsentantenhaus
| Gruppierung | Gruppierung             | Anfang      | Anfang        | Ende        | Ende          |
| Gruppierung | Gruppierung             | Abgeordnete | Stimmenanteil | Abgeordnete | Stimmenanteil |
| ----------- | ----------------------- | ----------- | ------------- | ----------- | ------------- |
|             | Pro-Administration (P)  | 39          | 57,4 %        | 40          | 55,6 %        |
|             | Anti-Administration (A) | 29          | 42,6 %        | 32          | 44,4 %        |
|             | Vakant                  | 1           |               | 1           |               |
| Summe       | Summe                   | 68          | 68            | 72          | 72            |

### Senat
| Gruppierung | Gruppierung             | Anfang    | Anfang        | Ende      | Ende          |
| Gruppierung | Gruppierung             | Senatoren | Stimmenanteil | Senatoren | Stimmenanteil |
| ----------- | ----------------------- | --------- | ------------- | --------- | ------------- |
|             | Pro-Administration (P)  | 17        | 68,0 %        | 17        | 58,6 %        |
|             | Anti-Administration (A) | 8         | 32,0 %        | 12        | 41,4 %        |
|             | Vakant                  | 1         |               | 1         |               |
| Summe       | Summe                   | 25        | 25            | 29        | 29            |

## Führung

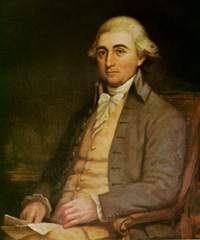
Jonathan Trumbull Jr. (P) Sprecher des Repräsentantenhauses 1791–1793
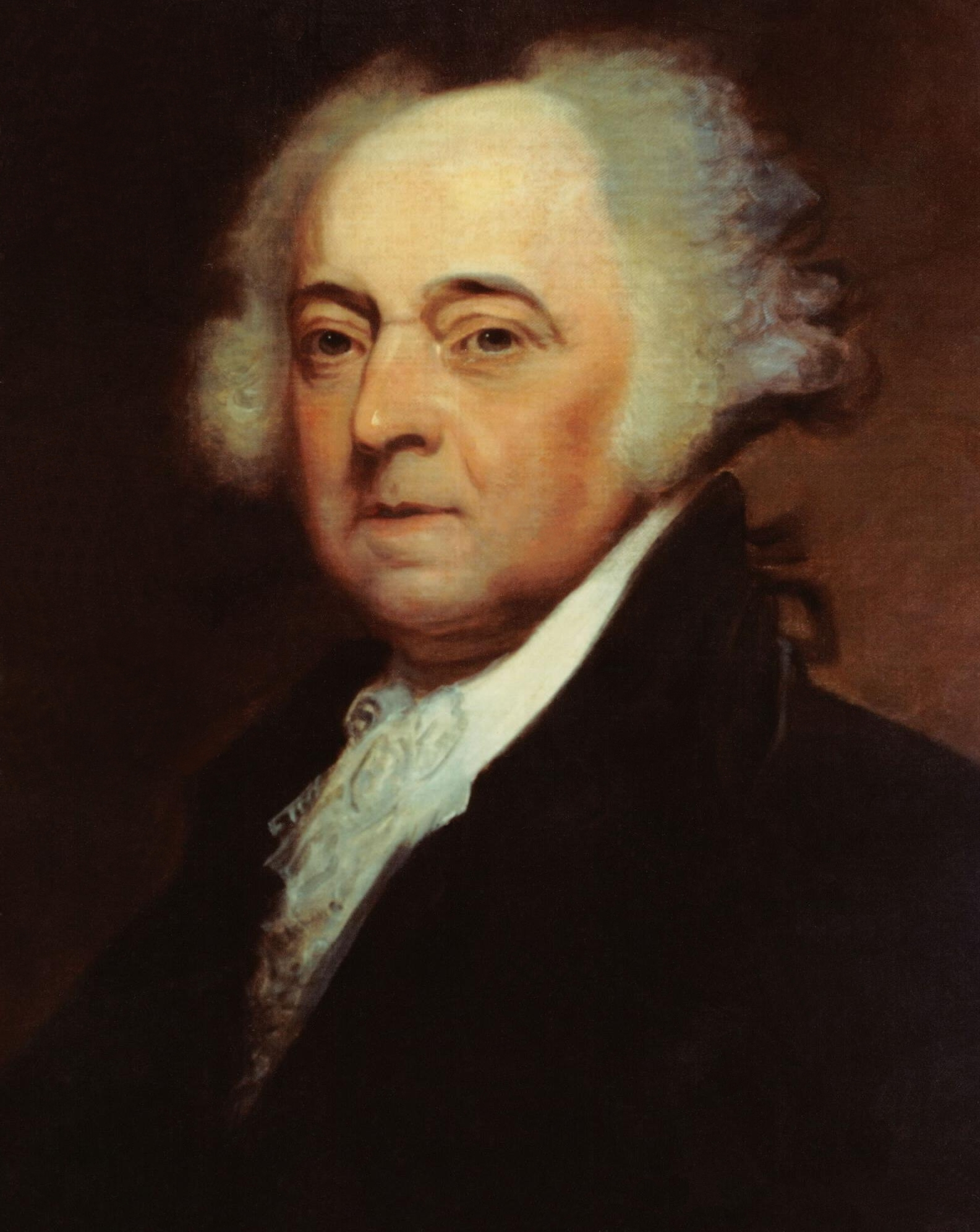
John Adams (P) Präsident des Senats 1789–1797
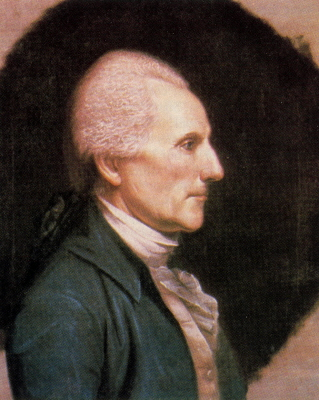
Richard Henry Lee (P) Präsident pro tempore des Senats 1792
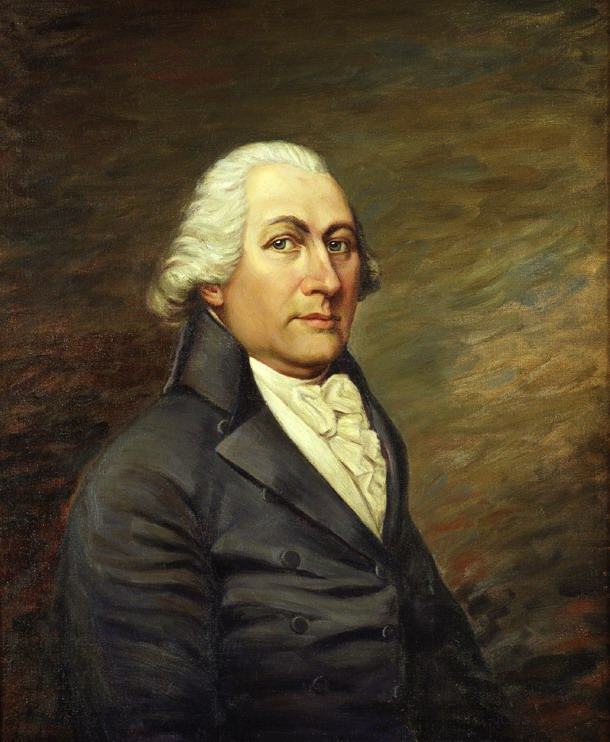
John Langdon (P) Präsident pro tempore des Senats 1789 und 1792–1793

## Mitglieder

### Repräsentantenhaus
| Connecticut - James Hillhouse (P) - Amasa Learned (P) - Jonathan Sturges (P) - Jonathan Trumbull Jr. (P) - Jeremiah Wadsworth (P) Delaware - John M. Vining (P) Georgia - 1. Abraham Baldwin (A) - 2. Anthony Wayne (P), bis 17. März 1792 - 2. John Milledge (A), ab 22. November 1792 - 3. Francis Willis (A) Kentucky - 1. Alexander D. Orr (A), ab 8. November 1792 - 2. Christopher Greenup (A), ab 9. November 1792 Maryland - 1. Philip Key (A) - 2. Joshua Seney (A), bis 1. Mai 1792 - 2. William Hindman (P), ab 30. Januar 1793 - 3. William Pinkney (A), bis November 1791 - 3. John Francis Mercer (A), ab 6. Februar 1792 - 4. Samuel Sterett (P) - 5. William Vans Murray (P) - 6. Upton Sheredine (A) Massachusetts - 1. Fisher Ames (P) - 2. Benjamin Goodhue (P) - 3. Elbridge Gerry (P) - 4. Theodore Sedgwick (P) - 5. Shearjashub Bourne (P) - 6. George Leonard (P) - 7. Artemas Ward (P) - 8. George Thatcher (P) New Hampshire - 1. Jeremiah Smith (P) - 2. Nicholas Gilman (A) - 3. Samuel Livermore (P) New Jersey - Elias Boudinot (P) - Abraham Clark (P) - Jonathan Dayton (P) - Aaron Kitchell (A) | New York - 1. Thomas Tredwell (A), ab 24. Oktober 1791 - 2. John Laurance (P) - 3. Egbert Benson (P) - 4. Cornelius C. Schoonmaker (P) - 5. Peter Silvester (P) - 6. James Gordon (P) North Carolina - 1. John Baptista Ashe (A) - 2. John Steele (P) - 3. Hugh Williamson (P) - 4. William Barry Grove (P) - 5. Nathaniel Macon (A) Pennsylvania - William Findley (A) - Thomas Fitzsimons (P) - Andrew Gregg (A) - Thomas Hartley (P) - Daniel Hiester (A) - Israel Jacobs (P) - John W. Kittera (P) - Frederick Muhlenberg (A) Rhode Island - Benjamin Bourne (P) South Carolina - Robert Barnwell (P) - Daniel Huger (P) - William L. Smith (P) - Thomas Sumter (A) - Thomas Tudor Tucker (A) Vermont - 1. Israel Smith (A), ab 31. Oktober 1791 - 2. Nathaniel Niles (A), ab 31. Oktober 1791 Virginia - 1. Alexander White (A) - 2. John Brown (A) - 3. Andrew Moore (A) - 4. Richard Bland Lee (P) - 5. James Madison (A) - 6. Abraham B. Venable (A) - 7. Samuel Griffin (A) - 8. Josiah Parker (P) - 9. William Branch Giles (A) - 10. John Page (A) |

### Senat
| Connecticut - Oliver Ellsworth (P) - William Samuel Johnson (P), bis 4. März 1791 - Roger Sherman (P), ab 13. Juni 1791 Delaware - George Read (P) - Richard Bassett (P) Georgia - William Few (A) - James Gunn (A) Kentucky - John Brown (A), ab 18. Juni 1792 - John Edwards (A), ab 18. Juni 1792 Maryland - Charles Carroll (P) - John Henry (P), bis 30. November 1792 - Richard Potts (P), ab 10. Januar 1792 Massachusetts - George Cabot (P) - Caleb Strong (P) New Hampshire - Paine Wingate (A) - John Langdon (P) New Jersey - John Rutherfurd (P) - Philemon Dickinson (P) | New York - Aaron Burr (A) - Rufus King (P) North Carolina - Samuel Johnston (P), ab 27. November 1789 - Benjamin Hawkins (P), ab 27. November 1789 Pennsylvania - vakant, umstrittene Wahl - Robert Morris (P) Rhode Island - Theodore Foster (P), ab 7. Juni 1790 - Joseph Stanton (P), ab 7. Juni 1790 South Carolina - Pierce Butler (P) - Ralph Izard (P) Vermont - Moses Robinson (A), ab 17. Oktober 1791 - Stephen R. Bradley (A), ab 4. November 1791 Virginia - James Monroe (A) - Richard Henry Lee (A), bis 8. Oktober 1792 - John Taylor of Caroline (A), ab 18. Oktober 1792 |

## Personelle Veränderungen
Vier Senatoren und vier Kongressabgeordnete kamen im Lauf der ersten Legislaturperiode hinzu. Je drei weitere Senatoren und drei Kongressabgeordnete traten von ihrem Amt zurück.

## Angestellte

### Repräsentantenhaus
- Clerk: John James Beckley
- Sergeant at Arms: Joseph Wheaton
- Pförtner: Gifford Dalley
- Geistlicher:
  - Samuel Blair – ab 24. Oktober 1791
  - Ashbel Green – ab 5. November 1792

### Senat
- Sekretär: Samuel Allyne Otis
- Sergeant at Arms: James Mathers
- Geistlicher: William White